# Neoserica phuruaensis
Neoserica phuruaensis är en skalbaggsart som beskrevs av Ahrens 2003. Neoserica phuruaensis ingår i släktet Neoserica och familjen Melolonthidae. Inga underarter finns listade i Catalogue of Life.